# Clavularia frankliniana
Clavularia frankliniana is een zachte koraalsoort uit de familie Clavulariidae. De koraalsoort komt uit het geslacht Clavularia. Clavularia frankliniana werd in 1902 voor het eerst wetenschappelijk beschreven door Roule. 